# Smrtící roky
Smrtící roky (v anglickém originále The Deadly Years) je dvanáctý díl druhé řady seriálu Star Trek. Premiéra epizody v USA proběhla 8. prosince 1967, v České republice 13. prosince 2002.

## Příběh
Hvězdného data 4513,3 je kosmická loď USS Enterprise NCC-1701 pod vedením kapitána Jamese Tiberius Kirka na orbitě planety Gamma Hydra IV. Zde má Enterprise dodat zásoby výzkumné kolonii, ale výsadek s kapitánem Kirkem, prvním důstojníkem Spockem, vrchním lékařem Dr. McCoyem vrchním inženýrem Montgomerym Scottem, poručíkem Čechovem a poručíkem Galwayovou zjišťuje, že osadníci kolonie trpí neúměrnou rychlostí stárnutí.
Po návratu na palubu Enterprise se podobné příznaky objevují i u členů výsadku. Doktor McCoy se snaží odhalit příčinu stárnutí a také výjimky, protože jediný kormidelník Čechov z výsadku nestárne. Spock, jako vědecký důstojník, se zatím snaží podrobit planetu a okolí skenům senzorů, ale také nic zvláštního nenachází. Na palubě je i komodor Stocker, který cestuje na Základnu 10. Opakovaně na Kirka naléhá, aby opustil Gamma Hydra IV a vydal se na tuto základnu, kde slibuje plnou podporu. Stárnoucí Kirk tuto variantu odmítá a nechce opustit planetu, dokud neobjeví příčinu nemoci. Kapinán navíc začíná zapomínat a projevuje se to opakováním již vydaných rozkazů. První si tohoto všímá Spock, ale později i komodor Stocker. Ten, ačkoliv Kirka uznává jako skvělého důstojníka nechce přihlížet neodvratnému konci. Přemlouvá Spocka, aby se ujal velení lodi. Ten nejprve odmítá, ale Stocker mu připomíná pravidla hvězdné flotily. Spock tak musí neochotně svolat slyšení o způsobilosti kapitána Kirka velet hvězdné lodi. Je předvoláno několik svědků včetně komunikačního důstojníka Uhury. Všichni, ačkoliv neradi, potvrzují, že kapitán zapomíná a může tak ohrozit loď i její posádku. I během své obhajoby si kapitán plete názvy Gamma Hydra IV s Gamma Hydra II. Po slyšení se velení lodi ujímá Stocker. Spock jej ale upozorňuje, že nikdy hvězdné lodi nevelel a nachází se blízko Romulanského území. Stocker nedbá jeho upozornění a dává rozkaz zadat kurz na Základnu 10. Poručík Sulu se ptá, jestli si uvědomuje, že přímá cesta vede přes neutrální zónu.
Spock, Kirk a McCoy stále přemítají čím se liší Pavel Čechov od ostatních, že nestárne. Vzpomínají, že Čechov se na moment od skupiny vzdálil, když objevil mrtvého vědce. Tehdy vyběhl z budovy vyděšen k smrti. McCoye napadá, že právě zděšení a hrůza může mít vliv na tuto nemoc. Podobnou látku vytvářel lék proti nemoci z ozáření, zvaný Adrenal. Téměř se na něj zapomnělo, protože jej dávno nahradil Hyronalin. Enterprise je mezitím napadena Romulany. Stocker si absolutně neví rady a místo opětování útoku vzlyká, že si Romulané nenechají vysvětlit důvod narušení neutrální zóny. Enterprise tak dostává jeden úder za druhým a jednotlivé sekce se nacházejí de facto bez velení. Posléze přichází s nápadem se vzdát, ale Čechov jej upozorňuje, že Romulané neberou zajatce. Spock přichází na ošetřovnu s hrubým lékem, který může uzdravit, ale také zabít. Kirk si jej vyžádá jako první, protože loď bez jeho velení nemůže útoky Romulanů vydržet. V momentě, kdy se schyluje k finálnímu útoku, na můstek přichází kapitán Kirk a dává rozkaz strojovně obnovit funkci warp pohonu. Uhuře přikazuje odvysílat zprávu šifrovanou kódem 2, který Romulané již dříve rozluštili. Ve falešné zprávě uvádí, že je nucen spustit autodestrukci, která v širokém okolí vytvoří mrtvou zónu.
Romulané zprávu dešifrují a dávají se na ústup. Po obnovení warp pohonu Kirk velí zpět do prostoru Federace. Stocker mu následně milerád předává velení a Dr. McCoy aplikuje lék na sebe i ostatní postižené členy výsadku.